# Ústí nad Labem
Ústí nad Labem (în germană Aussig) este orașul de reședință al regiunii cu același nume din regiunea istorică Boemia, Republica Cehă, fiind un centru industrial.

## Personalități născute aici
- Petra Gelbart (n. 1978), muzicologă, cercetătoare și profesoară de etnie romă.